# Sportåret 1804

## Händelser

### Boxning

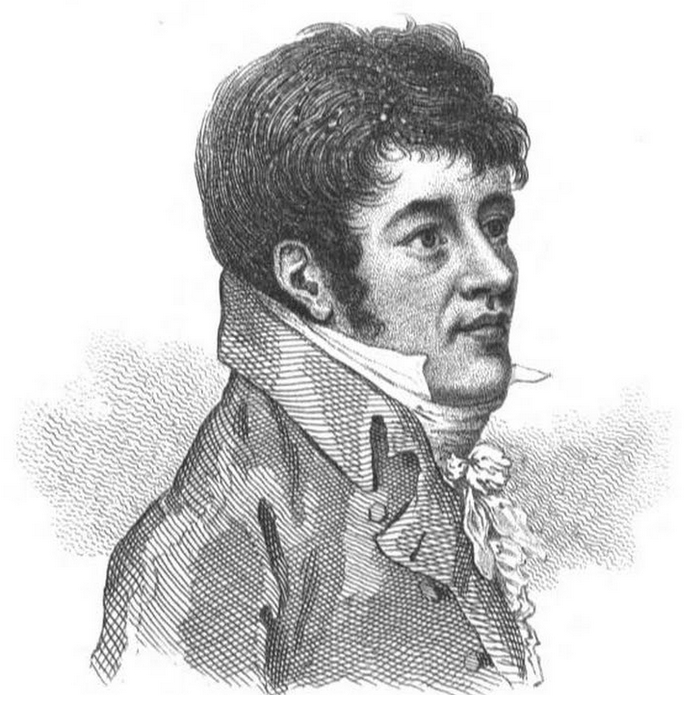
Hen Pearce.

- Jem Belcher behåller den engelska mästerskapstiteln i tungvikt, men inga matcher finns registrerade för honom under året.[1]

- 23 januari
  - Hen Pearce besegrar Joe Berks i London och gör anspråk på den engelska mästerskapstiteln i tungvikt. Matchen varar i en timme och 17 minuter över 24 ronder.[2]
  - George Maddox besegrar Bill Richmond i Wimbledon Common. Matchen varar i tre ronder.[3]

### Hästsport
- Okänt datum – Alicia Meynell blir vid ett lopp i York den första kvinnliga jockeyn.[4]